# 35 Dywizjon Artylerii Samobieżnej

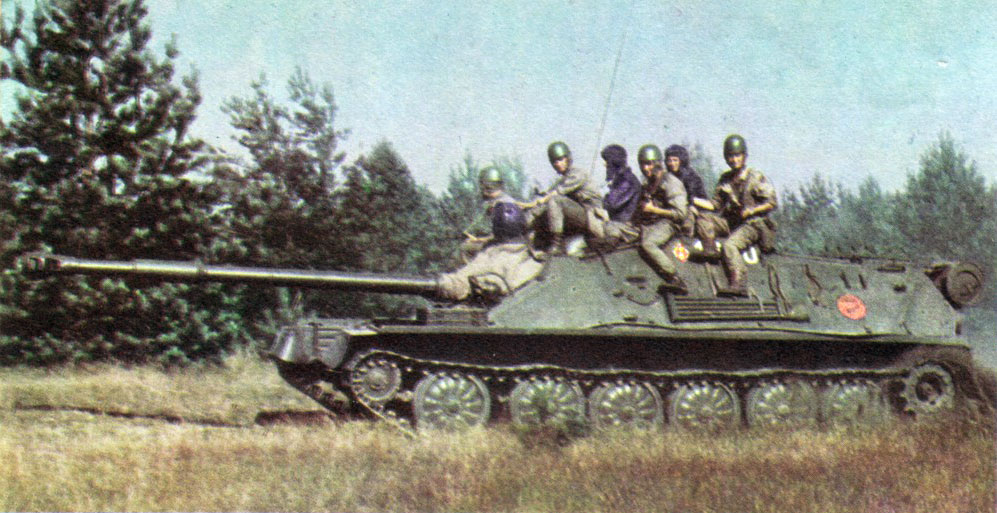
Żołnierze 6 DPD na ASU-85

35 Dywizjon Artylerii Samobieżnej (35 das) – pododdział artylerii samobieżnej wojsk powietrznodesantowych Sił Zbrojnych PRL.
Dywizjon został sformowany w 1966 roku w Krakowie-Rakowicach, w składzie 6 Pomorskiej Dywizji Powietrznodesantowej. W końcu 1976 roku jednostka została rozwiązana.
Celem wzmocnienia 6 PDPD podczas ćwiczeń „Burza Październikowa”, z inicjatywy ówczesnego ministra obrony narodowej, marszałka Polski Mariana Spychalskiego, „wypożyczono” dywizjon ASU-85 z 7 Gwardyjskiej Dywizji Powietrznodesantowej z Kowna na Litwie. Obsługa wypożyczonych pojazdów została ubrana w polskie mundury.
Po raz pierwszy oficjalnie, dywizjon ASU-85 zaprezentował się na defiladzie z okazji 1000-lecia państwa polskiego 22 VII 1966 r.
Dywizjon brał udział w ćwiczeniach: „Burza Październikowa”, „Odra – Nysa 69”, „Braterstwo Broni” w 1970 r. oraz w interwencji w Czechosłowacji.

## Dowódcy dywizjonu
- ppłk dypl. Izydor Hachulski
- ppłk Romuald Więcko
- ppłk Ignacy Nejman